# Camerun ai Giochi della XXVII Olimpiade
Il Camerun partecipò ai Giochi della XXVII Olimpiade, svoltisi a Sydney, Australia, dal 15 settembre al 1º ottobre 2000, con una delegazione di 34 atleti impegnati in quattro discipline.

## Medaglie
| Medaglia | Atleta  | Sport  | Evento          |
| -------- | ------- | ------ | --------------- |
| Oro      | Camerun | Calcio | Torneo maschile |

## Risultati

### Calcio
- Uomini

| Atleta | Classifica |                    |
| --- | --- | ------------------ |
| V · D · M Nazionale olimpica camerunese · Calcio ai Giochi Olimpici Estivi 2000 1 Bekono · 2 Meyong · 3 Womé · 4 Mimpo · 5 Abanda · 6 Beaud · 7 Alnoudji · 8 Geremi · 9 Eto'o · 10 Mboma · 11 Kome · 12 Lauren · 13 Nguimbat · 14 Suffo · 15 Epalle · 16 M'Bami · 17 Branco · 18 Kameni · CT : Akono | Oro |                    |
| Nazionale olimpica camerunese · Calcio ai Giochi Olimpici Estivi 2000 | |                    |
| 1 Bekono · 2 Meyong · 3 Womé · 4 Mimpo · 5 Abanda · 6 Beaud · 7 Alnoudji · 8 Geremi · 9 Eto'o · 10 Mboma · 11 Kome · 12 Lauren · 13 Nguimbat · 14 Suffo · 15 Epalle · 16 M'Bami · 17 Branco · 18 Kameni · CT: Akono                                                                                  | 1 Bekono · 2 Meyong · 3 Womé · 4 Mimpo · 5 Abanda · 6 Beaud · 7 Alnoudji · 8 Geremi · 9 Eto'o · 10 Mboma · 11 Kome · 12 Lauren · 13 Nguimbat · 14 Suffo · 15 Epalle · 16 M'Bami · 17 Branco · 18 Kameni · CT: Akono | Camerun (bandiera) |